# ГЕС Бистриця
ГЕС Бистриця — гідроелектростанція на сході Сербії у Златиборському окрузі, неподалік від кордону з Боснією та Чорногорією. Становить нижній ступінь у каскаді на річці Увач (права притока Ліму, який, своєю чергою, є правою притокою Дріни), знаходячись після ГЕС Кокін Брод.
У період з 1957 по 1959 роки Увач перекрили кам'яно-накидною греблею з асфальтовим облицюванням «Radojna». Вона має висоту 42 метри, довжину 361 метр та ширину по гребеню 6 метрів. Це утворило водосховище Златар об'ємом лише 8 млн м3, що значно менше аніж в інших гребель на Увачі. Проте на відміну від них ГЕС Бистриця спорудили за дериваційною схемою, що дозволило їй стати найпотужнішою в каскаді. У межах цієї схеми тунель довжиною 8 км та діаметром 4 метри проходить через гірський масив, який відділяє Бистирицю від згаданої вище річки Лім. При цьому створюється напір до 378 метрів.
Машинний зал обладнано двома турбінами типу Френсіс загальною потужністю 104 МВт, які забезпечують виробництво 276 млн кВт·год на рік.